# Джеймс Годдард
Джеймс Годдард (англ. James Goddard, 30 березня 1983) — британський плавець.
Учасник Олімпійських Ігор 2004, 2008, 2012 років.
Призер Чемпіонату світу з плавання на короткій воді 2008 року.
Призер Чемпіонату Європи з водних видів спорту 2012 року.
Чемпіон Європи з плавання на короткій воді 2008 року.
Переможець Ігор Співдружності 2002, 2010 років.